# Chiesa di San Pietro (Nova Ponente)
La chiesa di San Pietro (in tedesco Pfarrkirche St. Peter) è la parrocchiale patronale di Monte San Pietro (Petersberg), frazione di Nova Ponente in Alto Adige. Fa parte del decanato di Egna-Nova Ponente della diocesi di Bolzano-Bressanone e risale al XII secolo.

## Storia

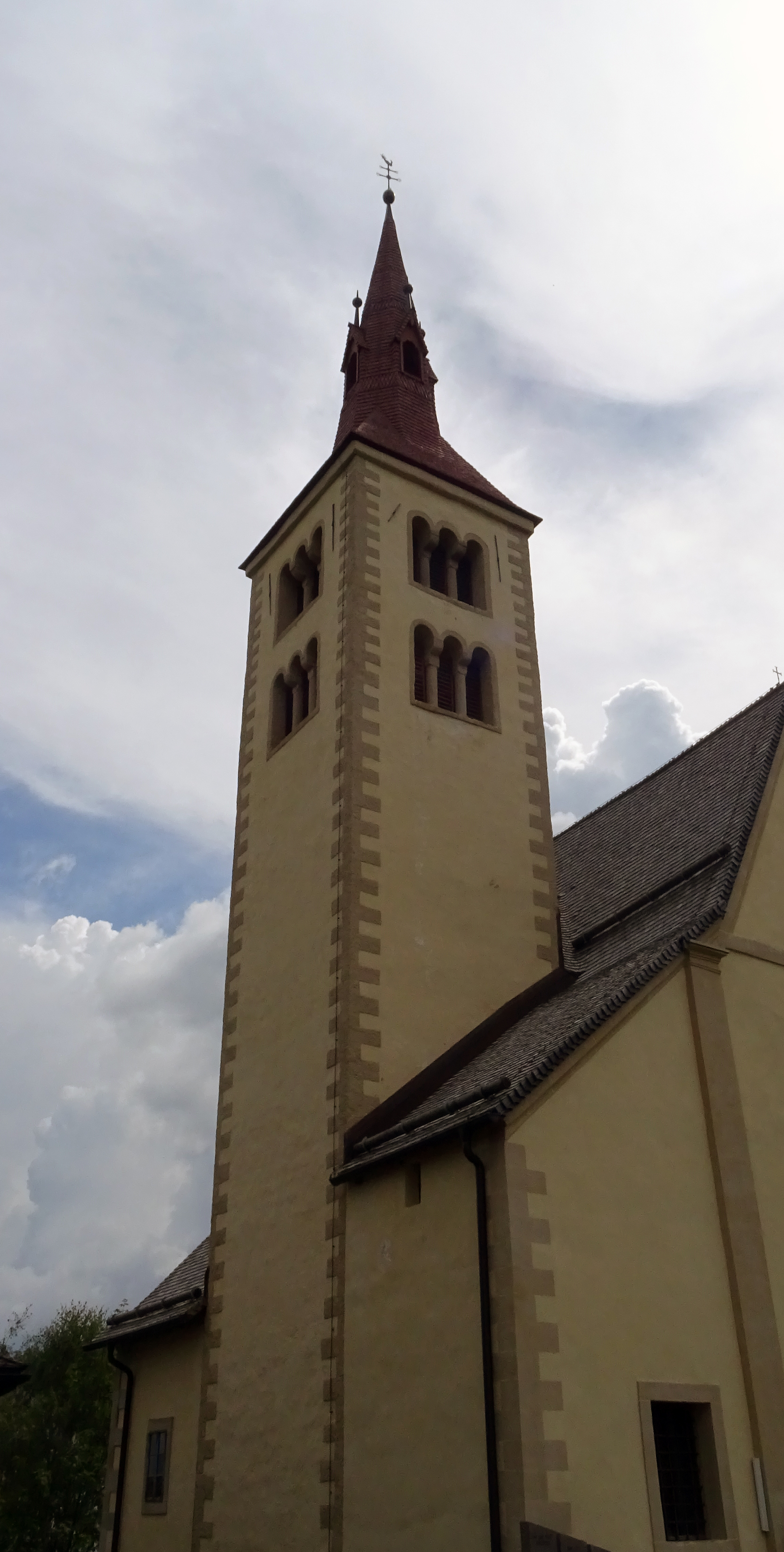
Campanile

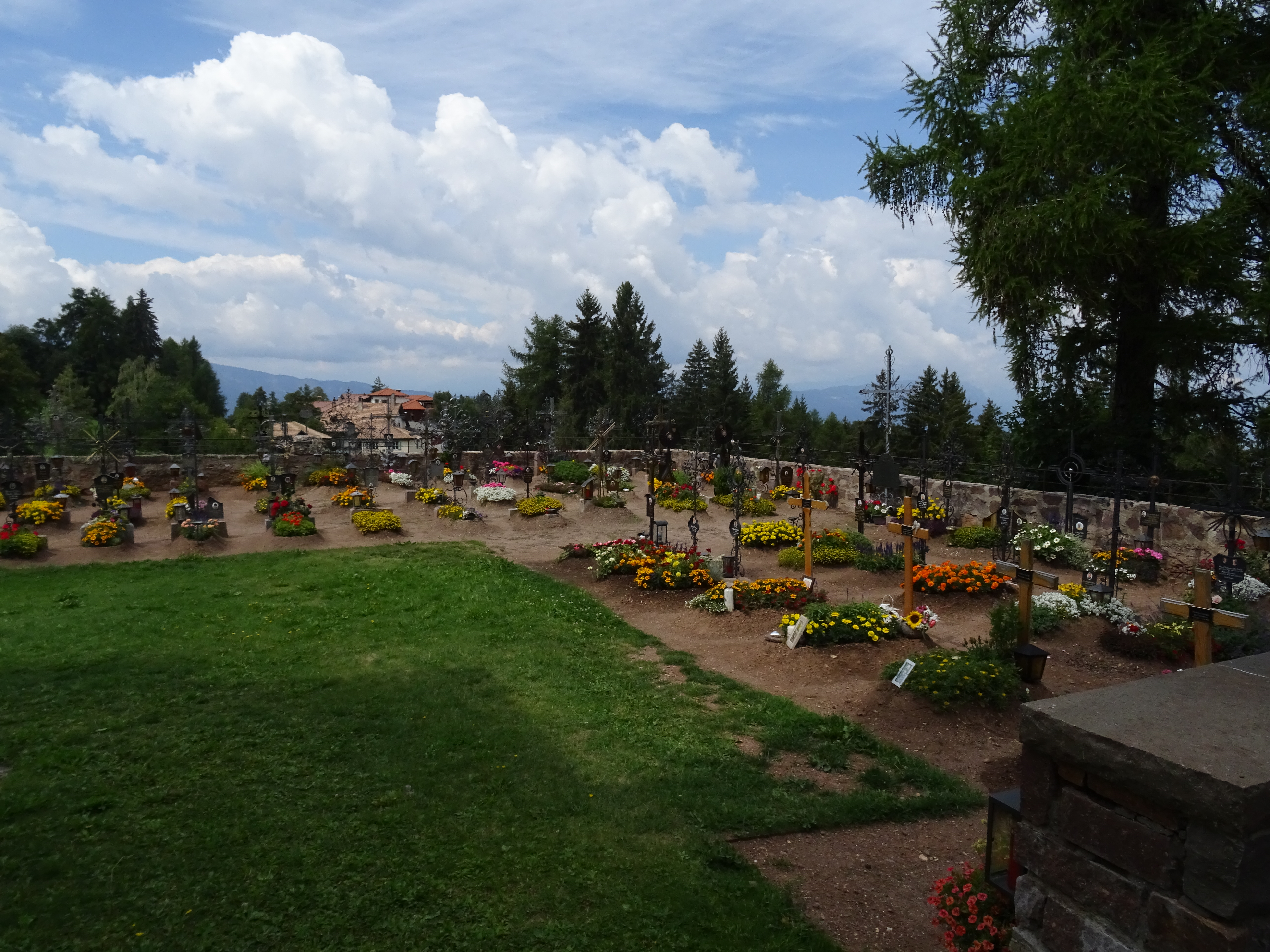
Cimitero

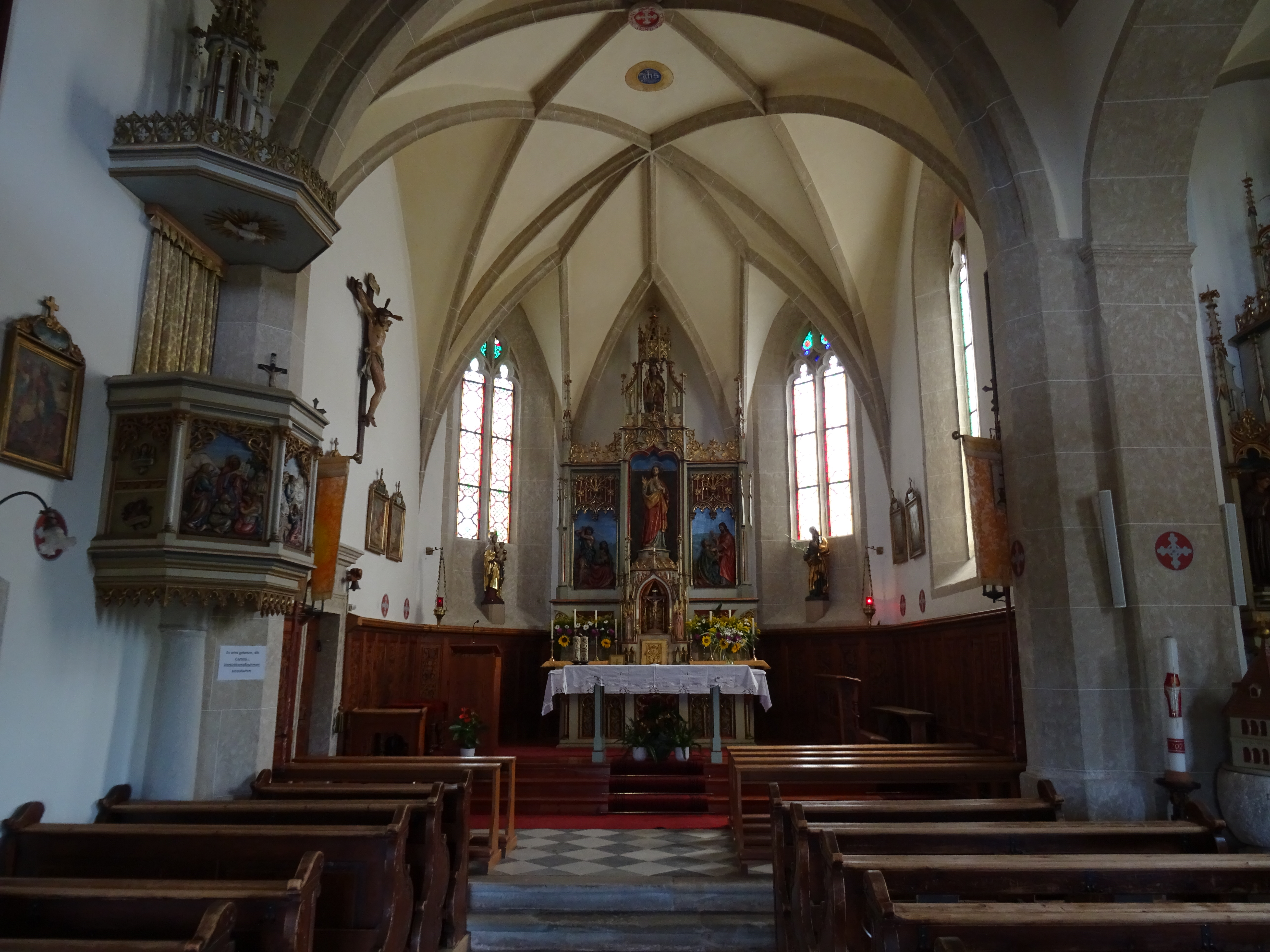
Interno

Il luogo di culto è stata edificata verso la fine del XII secolo (1186). Attorno al 1400  vennero realizzati interventi alla torre campanaria in stile romanico e a diverse parti della navata, inoltre la sala venne ampliata con una cappella laterale. Nel 1500 fu costruito il coro e una seconda navata venne aggiunta nel XVII secolo.

## Descrizione
La chiesa è un monumento sottoposto a tutela col numero 14517 nella provincia autonoma di Bolzano.

### Esterni
L'antica chiesa parrocchiale trova in posizione dominante nell'abitato della frazione di Monte San Pietro. La facciata gotica è tripartita. Il portale di accesso è protetto da una piccola tettoia chiusa, è affiancato da due finestre rettangolari ed è sovrastato, in asse, da un terza finestra che porta luce alla sala. La torre campanaria si alza in posizione arretrata sulla sinistra e la sua cella si apre con un doppio ordine di finestre a trifora. Accanto alla chiesa si trova il piccolo cimitero della comunità.